# Зарганс
Зарганс (нім. Sargans) — місто  в Швейцарії в кантоні Санкт-Галлен, виборчий округ Зарганзерланд.
Зарганс, який є головним містом виборчого округу, відіграє роль регіонального транспортного вузла, а також є регіональним культурним та освітнім центром. Головними пам'ятками міста є замок, історичний центр міста та шахта в горі Гонцен.

## Історія
Назва вперше згадується 765 року як «Зенегауне», пізніше як «Санганс» і від XV у сьогоднішній формі. Назва походить від кельтського імені «Санукус» і означає «Місто, де живе рід Санукуса». Згідно з легендою, жителі тоді ще безіменного поселення послали дитину до річка Заар з побажанням назвати місто за твариною, яка буде плисти. Цією твариною виявився гусь. Сьогодні на гербі Зарганса зображений гусак.
Від I до III ст. на місці Заргансу було римське поселення. Ще в ті часи в горі Гонцен видобувалася залізна руда. Шахта працювала до 1966 року.
Від IX ст. в Заргансі можна довести розташування християнської церкви. Від 1100 року починається будівництво першої башти замку. До 1798 року замок був центром графства Зарганс. В 1260 р. графи Верденбарг-Зарганс заснували місто Зарганс. Місто було знищено пожежею 1811 року.

## Географія
Місто розташоване на відстані близько 155 км на схід від Берна, 45 км на південь від Санкт-Галлена.
Зарганс має площу 9,5 км², з яких на 21,5% дозволяється будівництво (житлове та будівництво доріг), 37,5% використовуються в сільськогосподарських цілях, 34,5% зайнято лісами, 6,6% не є продуктивними (річки, льодовики або гори).

## Демографія
2019 року в місті мешкало 6200 осіб (+16,3% порівняно з 2010 роком), іноземців було 27,3%. Густота населення становила 655 осіб/км².
За віковим діапазоном населення розподілялося таким чином: 20,4% — особи молодші 20 років, 61,9% — особи у віці 20—64 років, 17,7% — особи у віці 65 років та старші. Було 2746 помешкань (у середньому 2,2 особи в помешканні).
Із загальної кількості 3931 працюючого 78 було зайнятих в первинному секторі, 1155 — в обробній промисловості, 2698 — в галузі послуг.

## Транспорт
Вокзал Заргансу — локальний транспортний вузол. Від нього йде залізнична лінія на північний захід — Флюмс та Валенштадт (і далі на Цюрих), на північний схід — Бухс, та на південь — Бад-Рагац та Кур. Біля залізничного вокзалу на привокзальній площі розташовані зупинки автобусів (11 (Фельдкірх, Австрія), 12Е (Вадуц, Ліхтенштейн), 400, 429-433, 441).

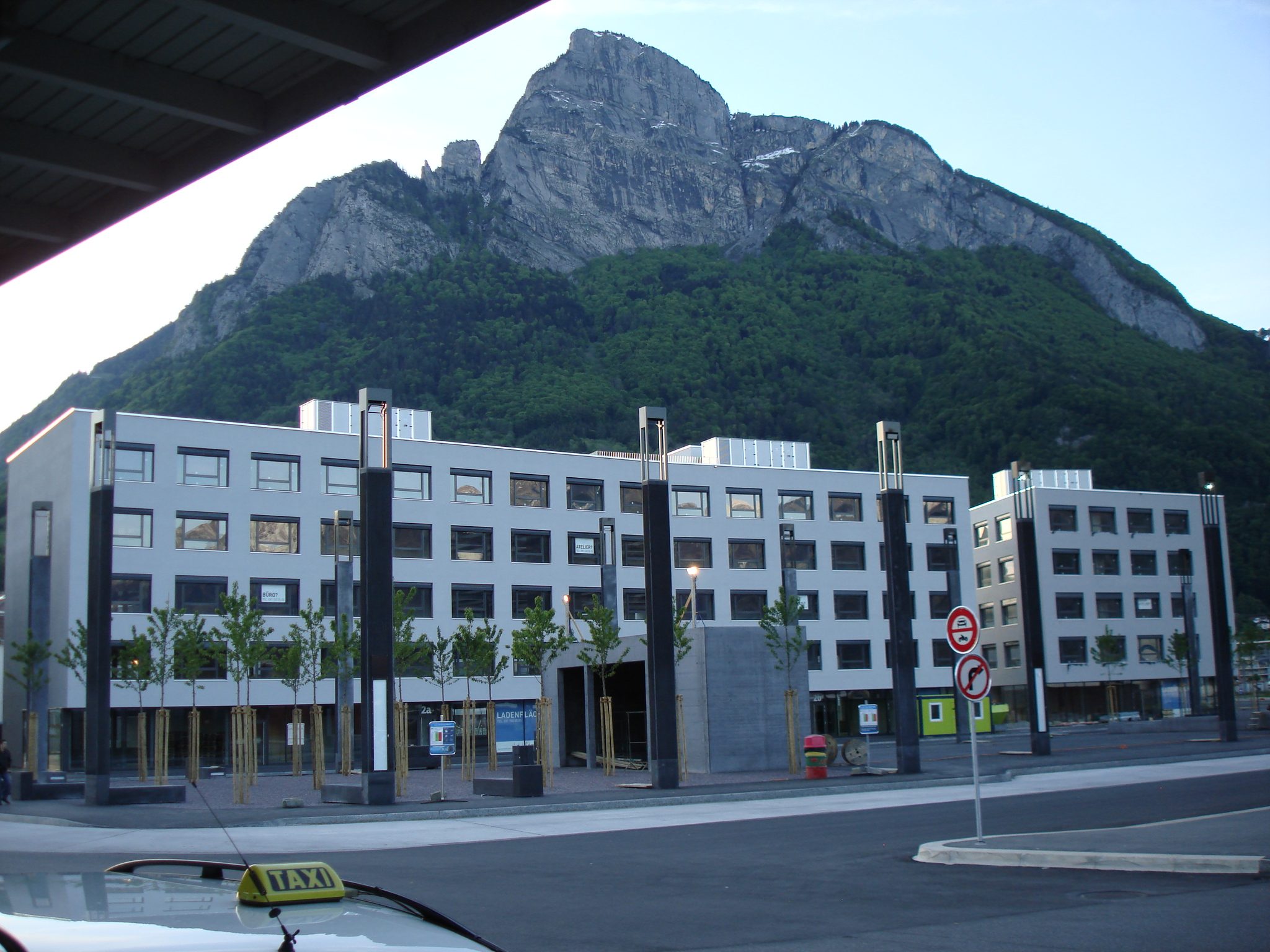
Привокзальна площа
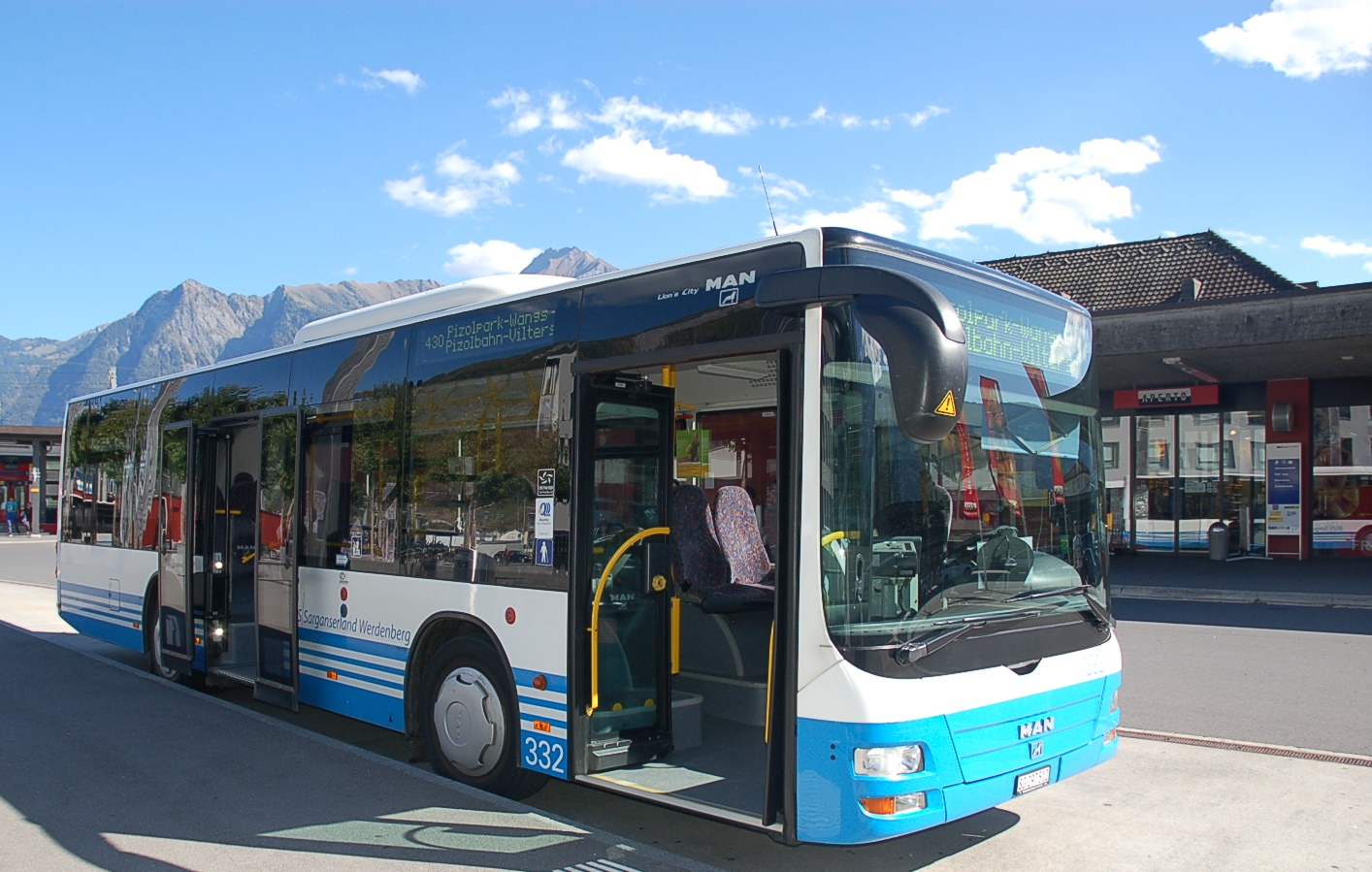
Автобус 430 Sargans – Wangs – Vilters – Sargans через Піцолцентр
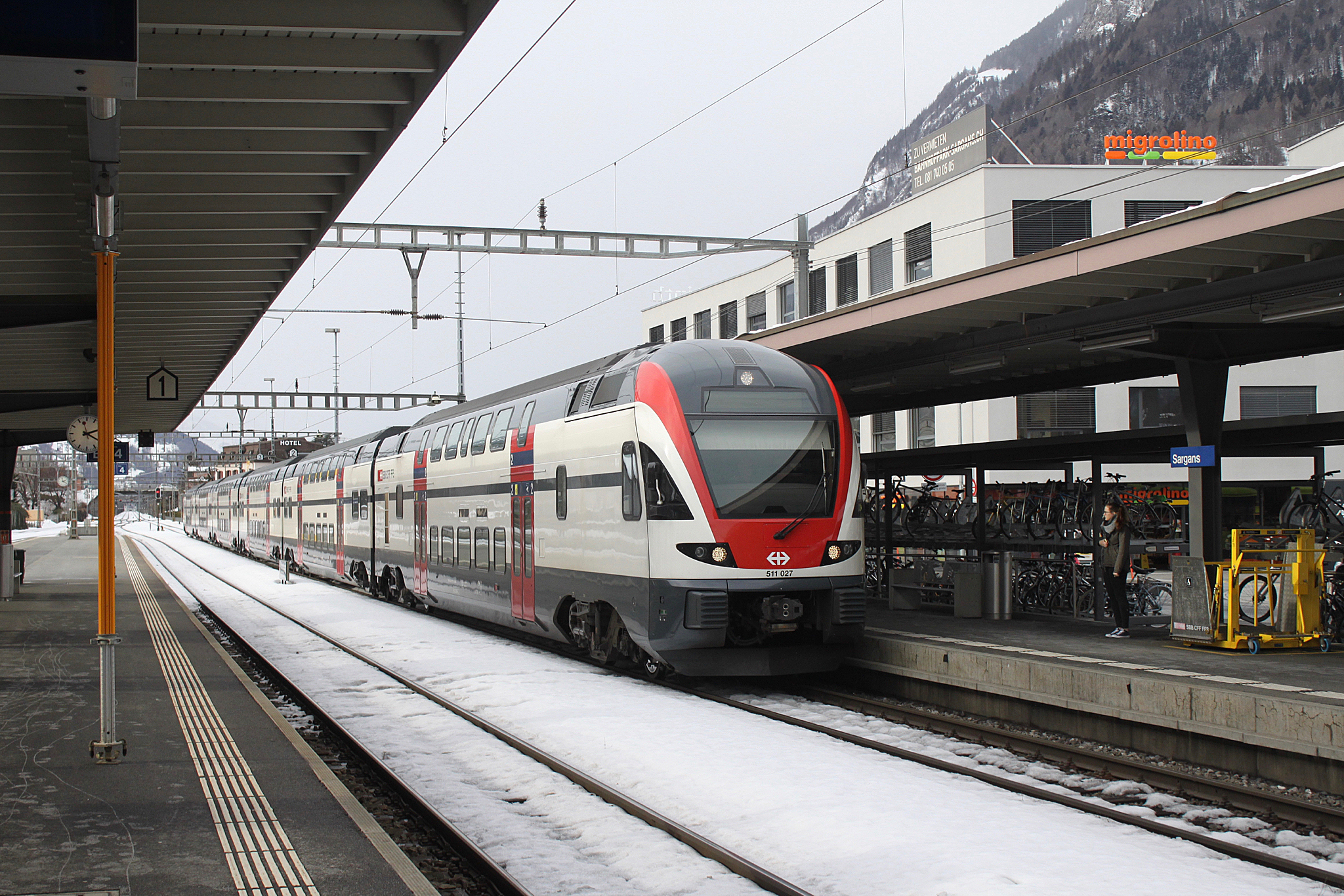
Вокзал. Потяг Цюрих-Кур

## Освіта

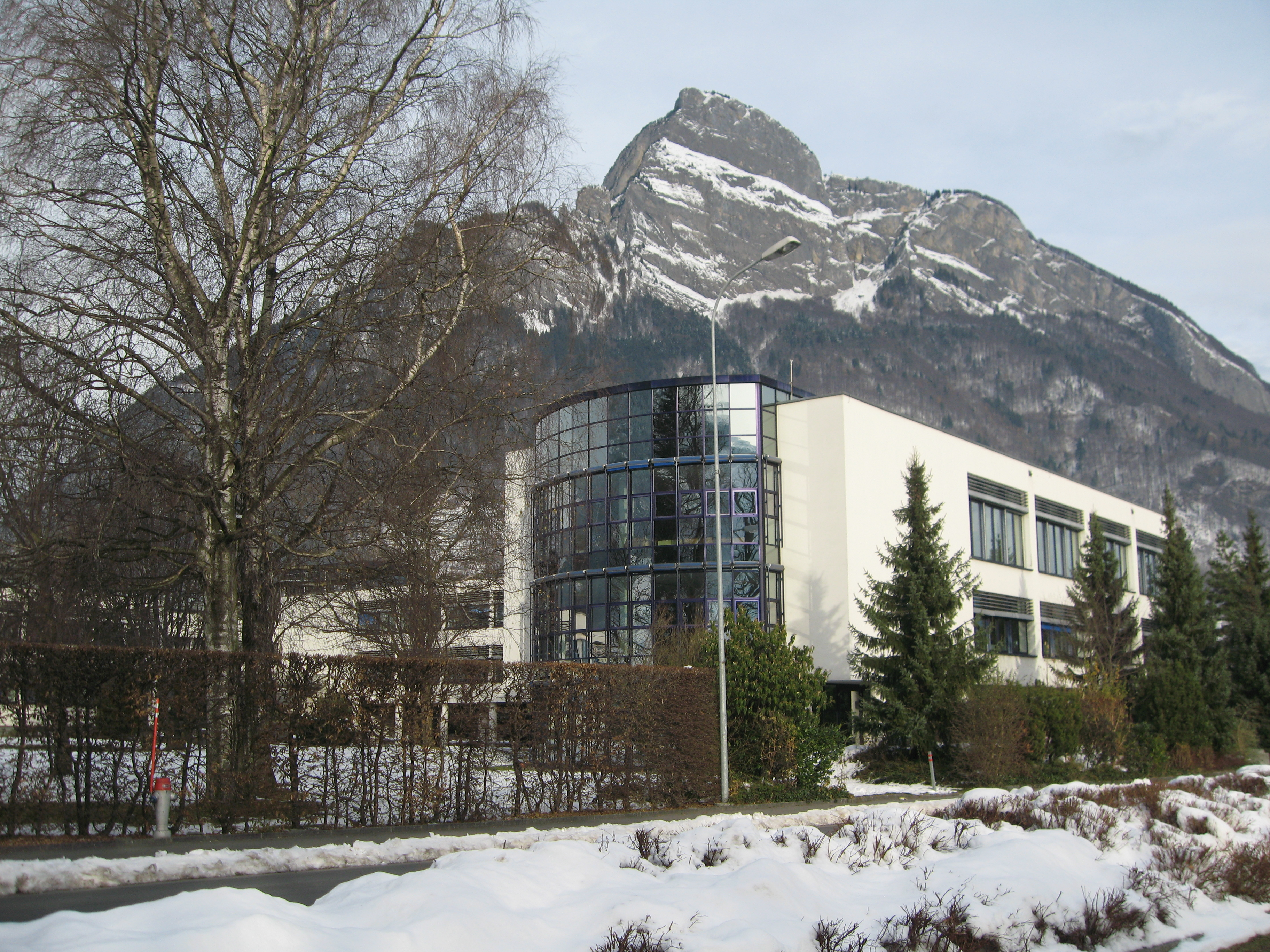
Кантональна школа

## Релігія
У місті є кілька церков.

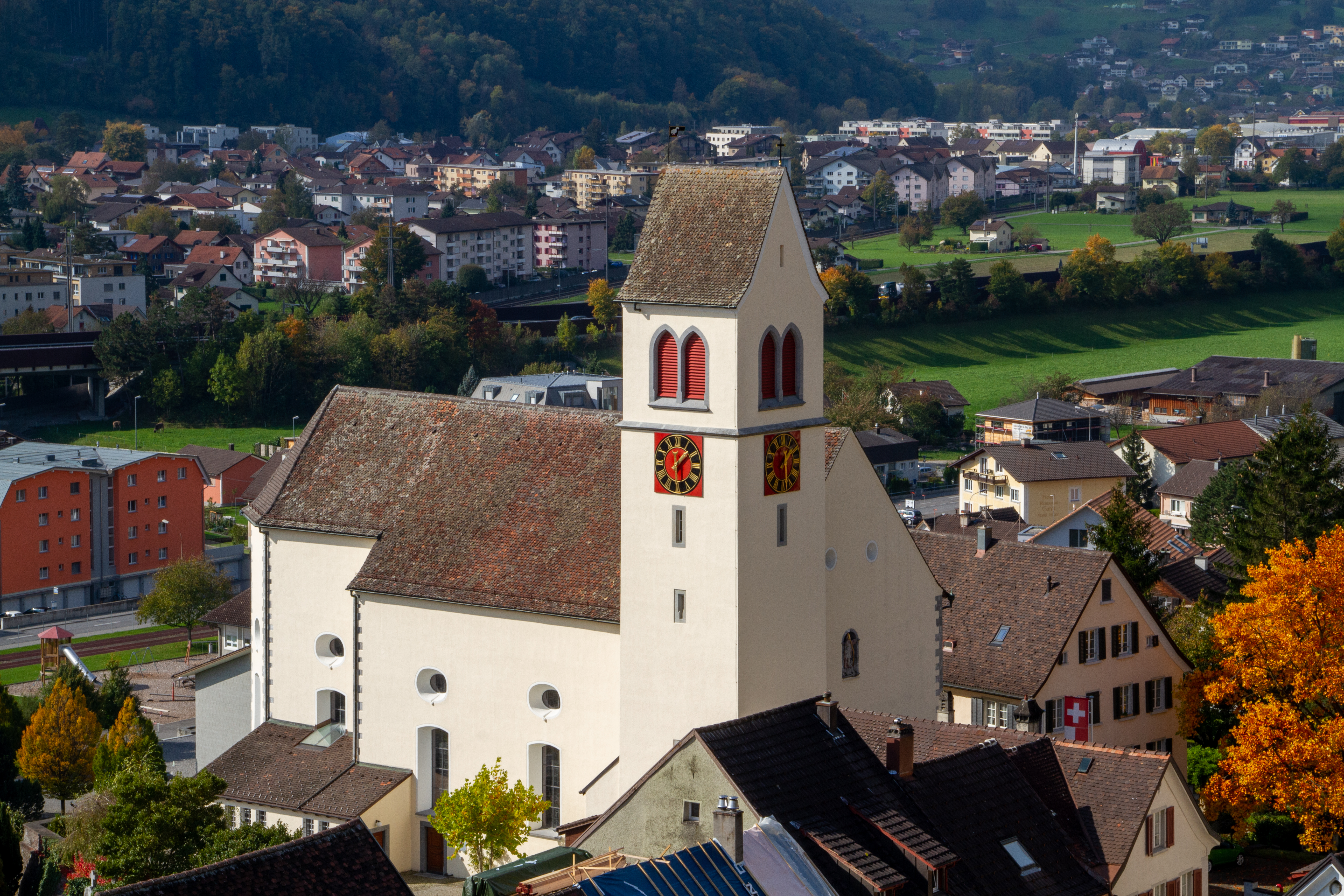
Католицька кірха St. Oswald und Cassian
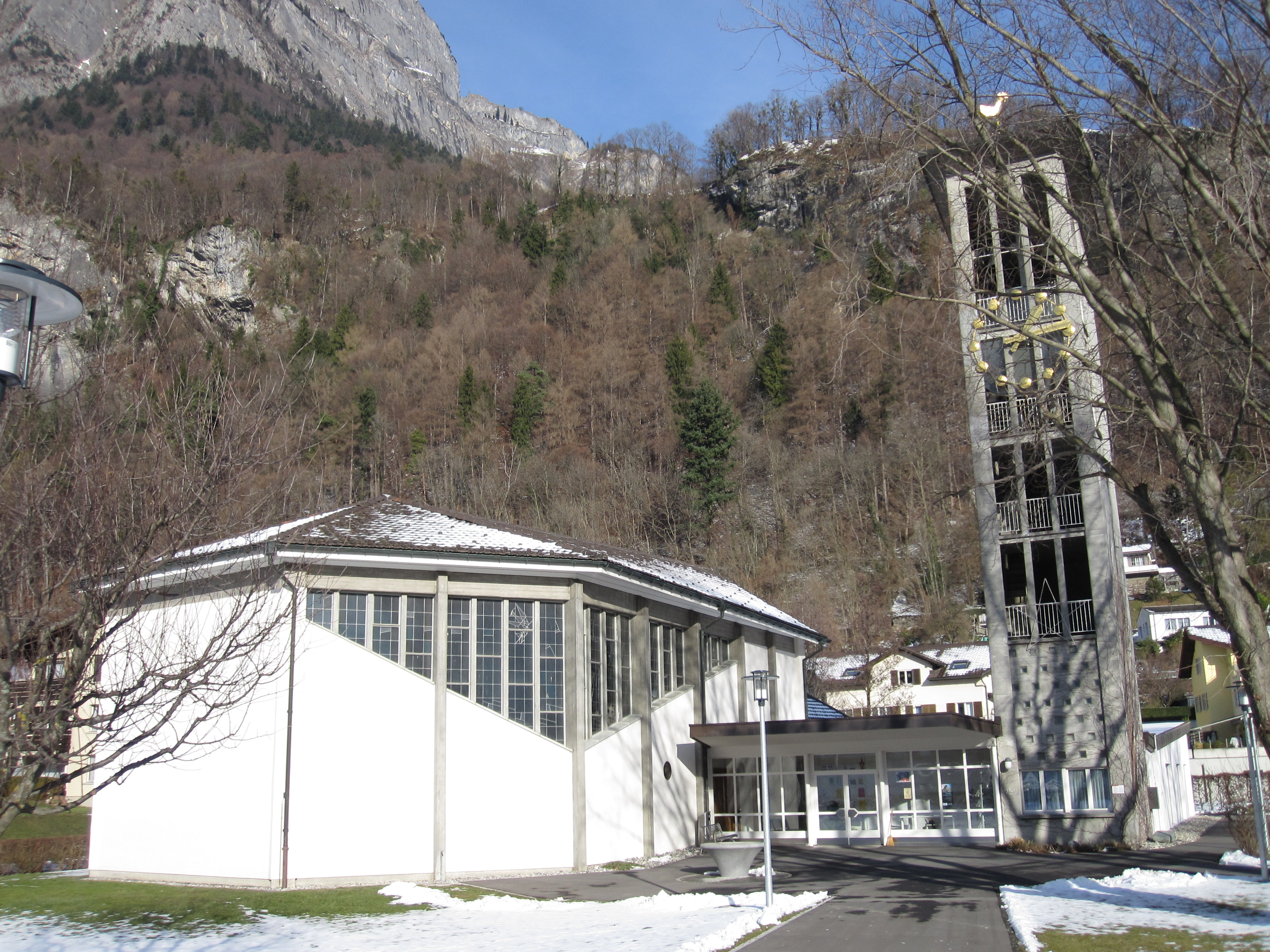
Реформаторська кірха
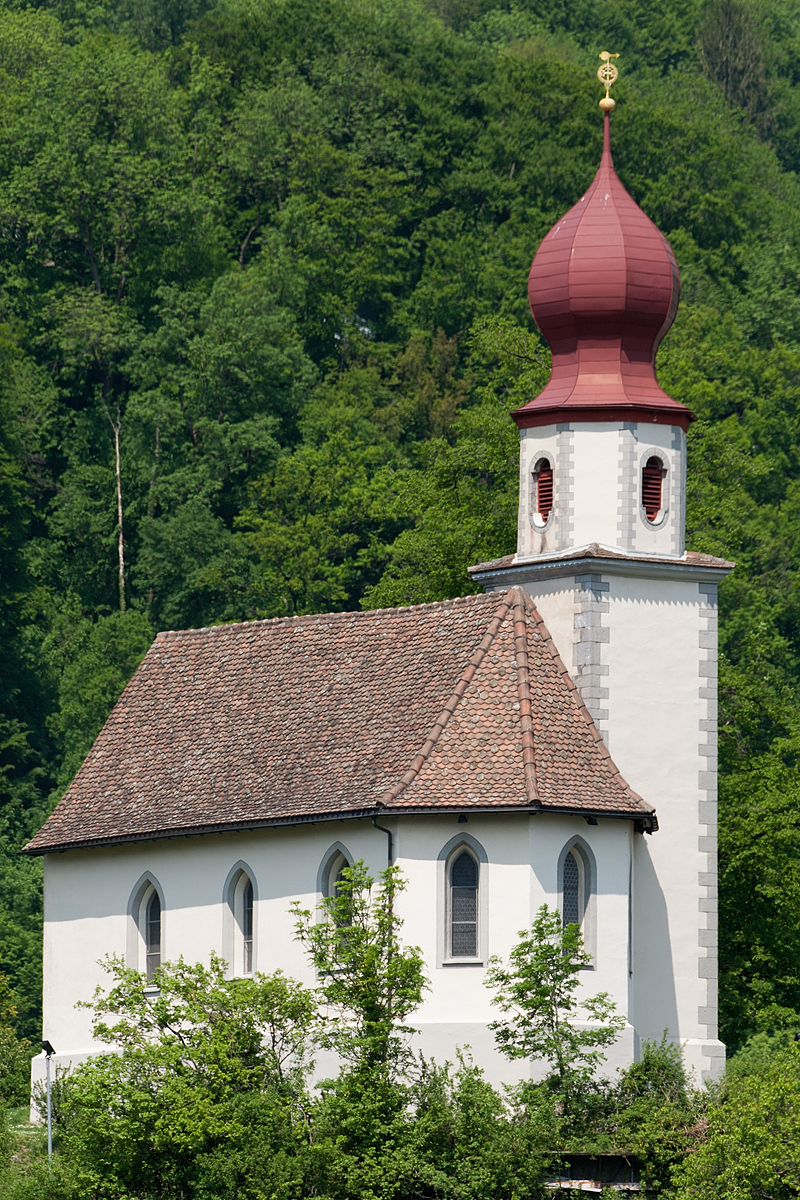
Капличка Святого Себастіана
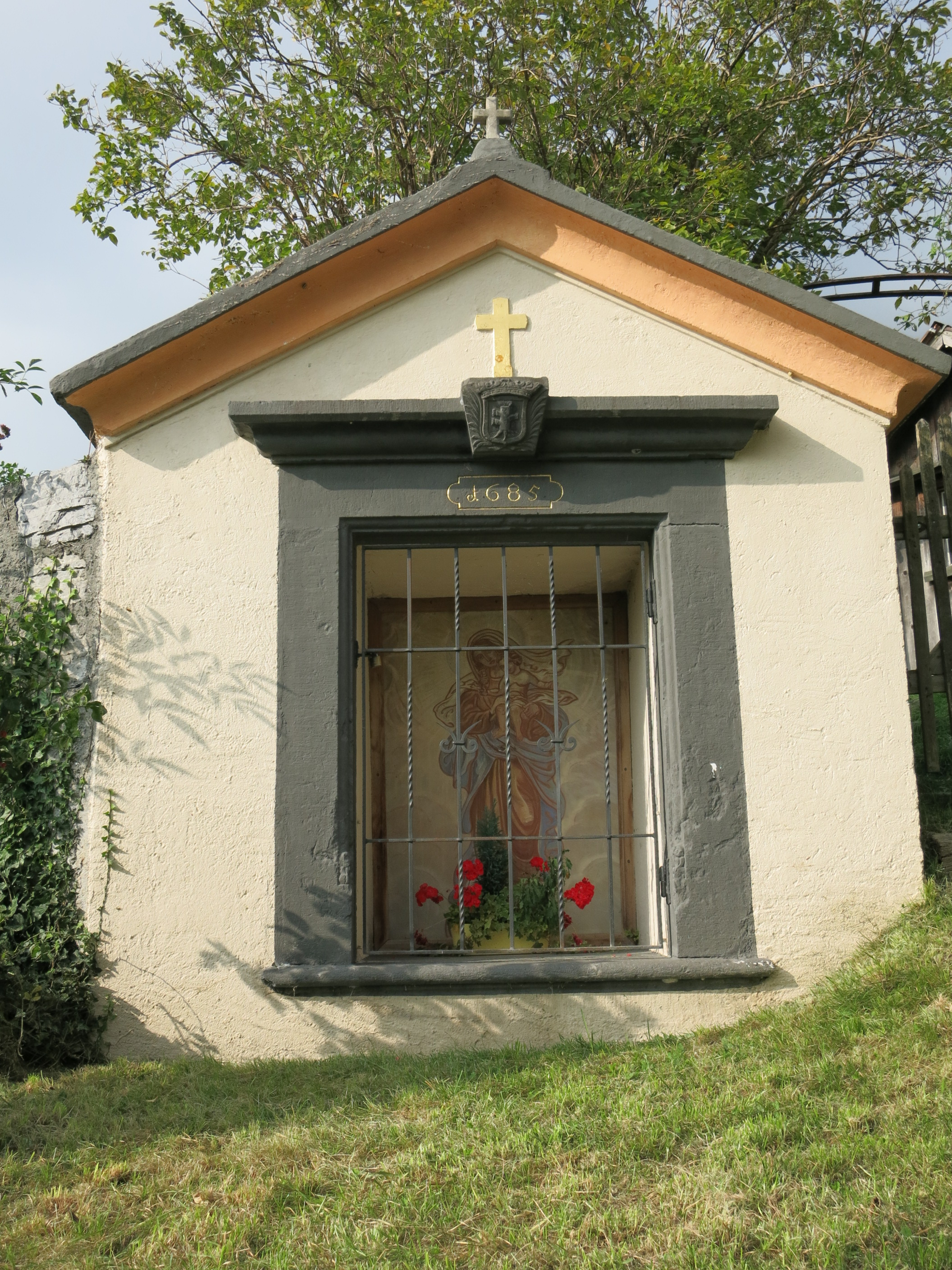
Капличка біля замку
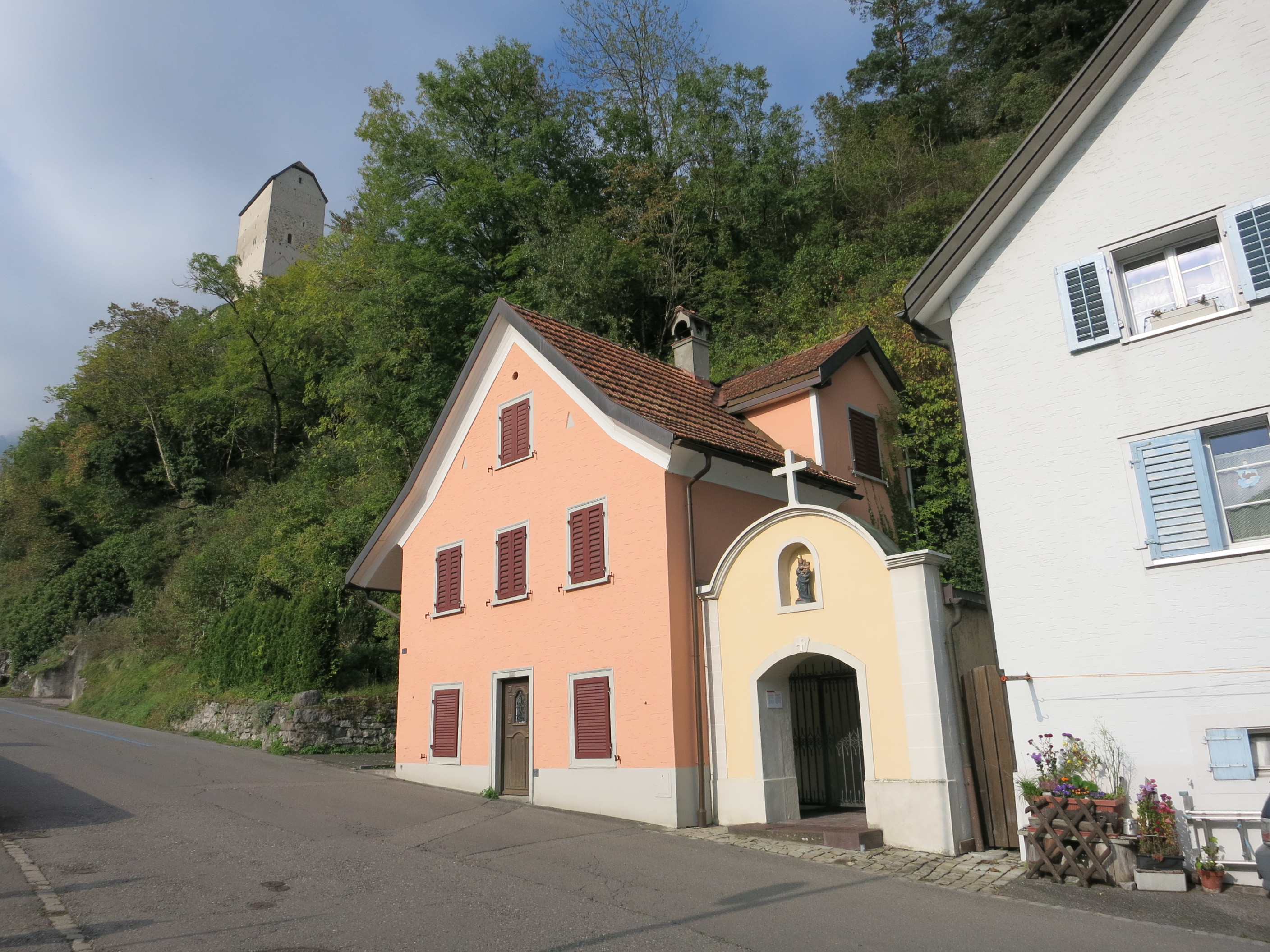
Капличка на вулиці до історичного центру

## Галерея

### Зарганський замок

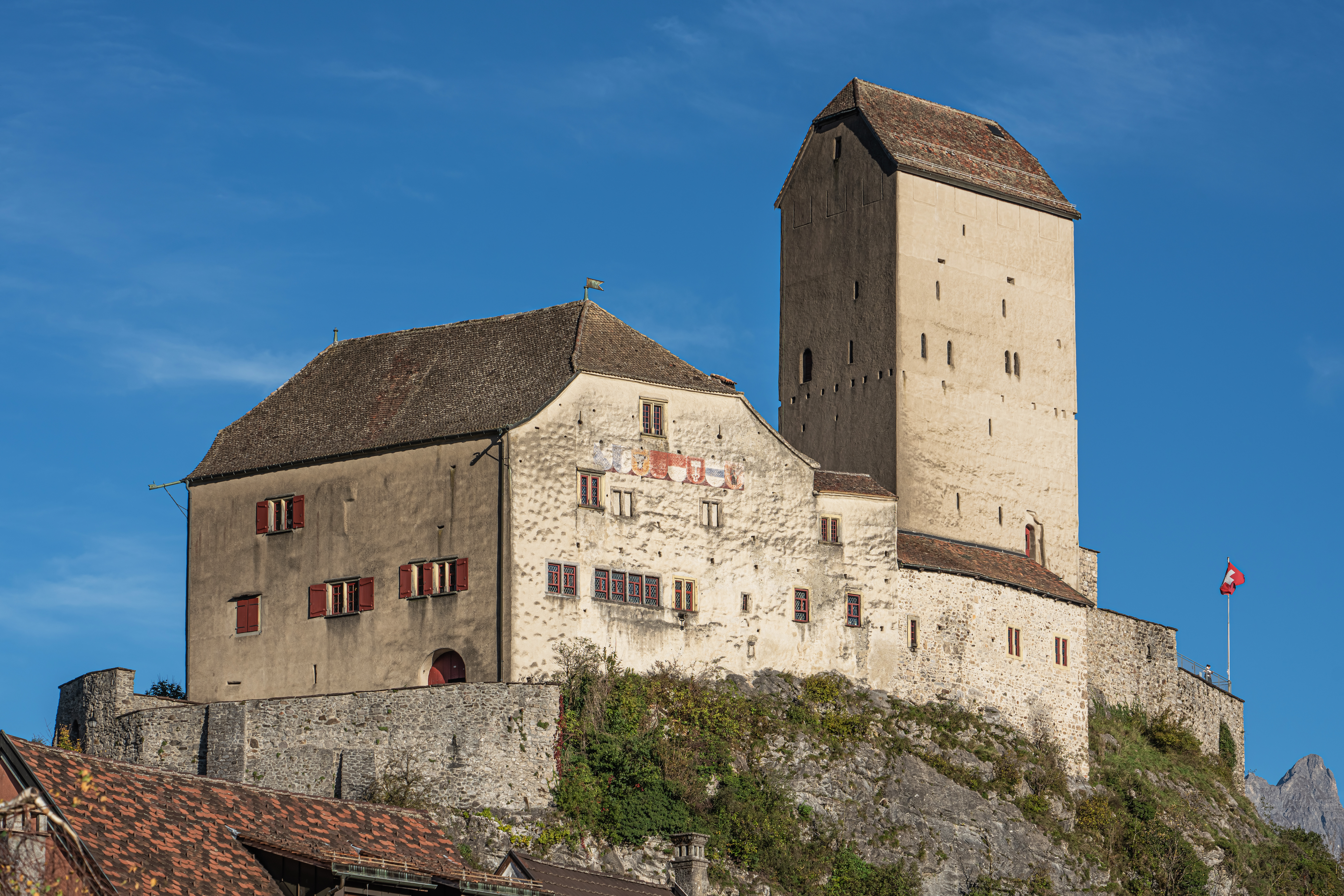
Замок Заргансу
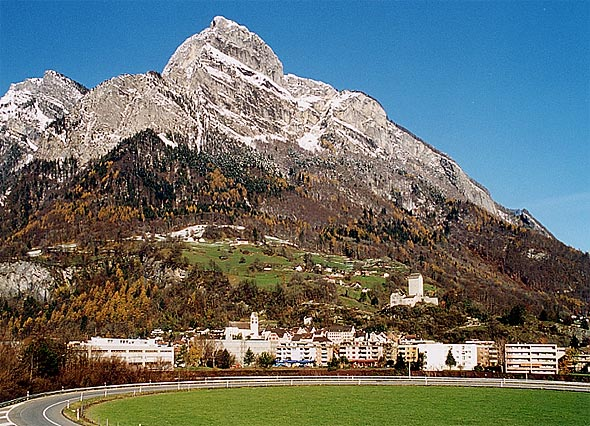
Замок Заргансу на фоні гори Гонцен
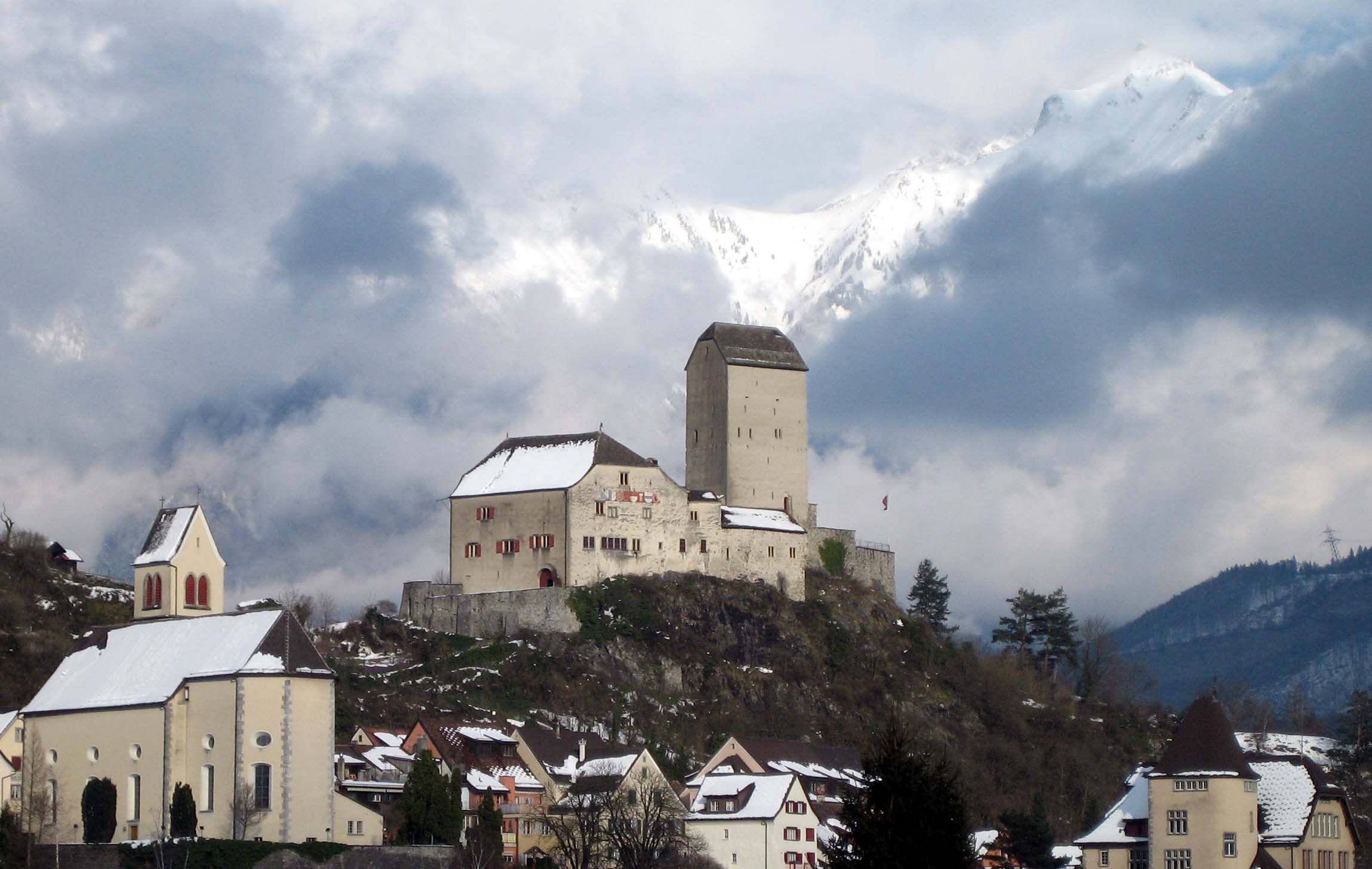
Замок Заргансу взимку
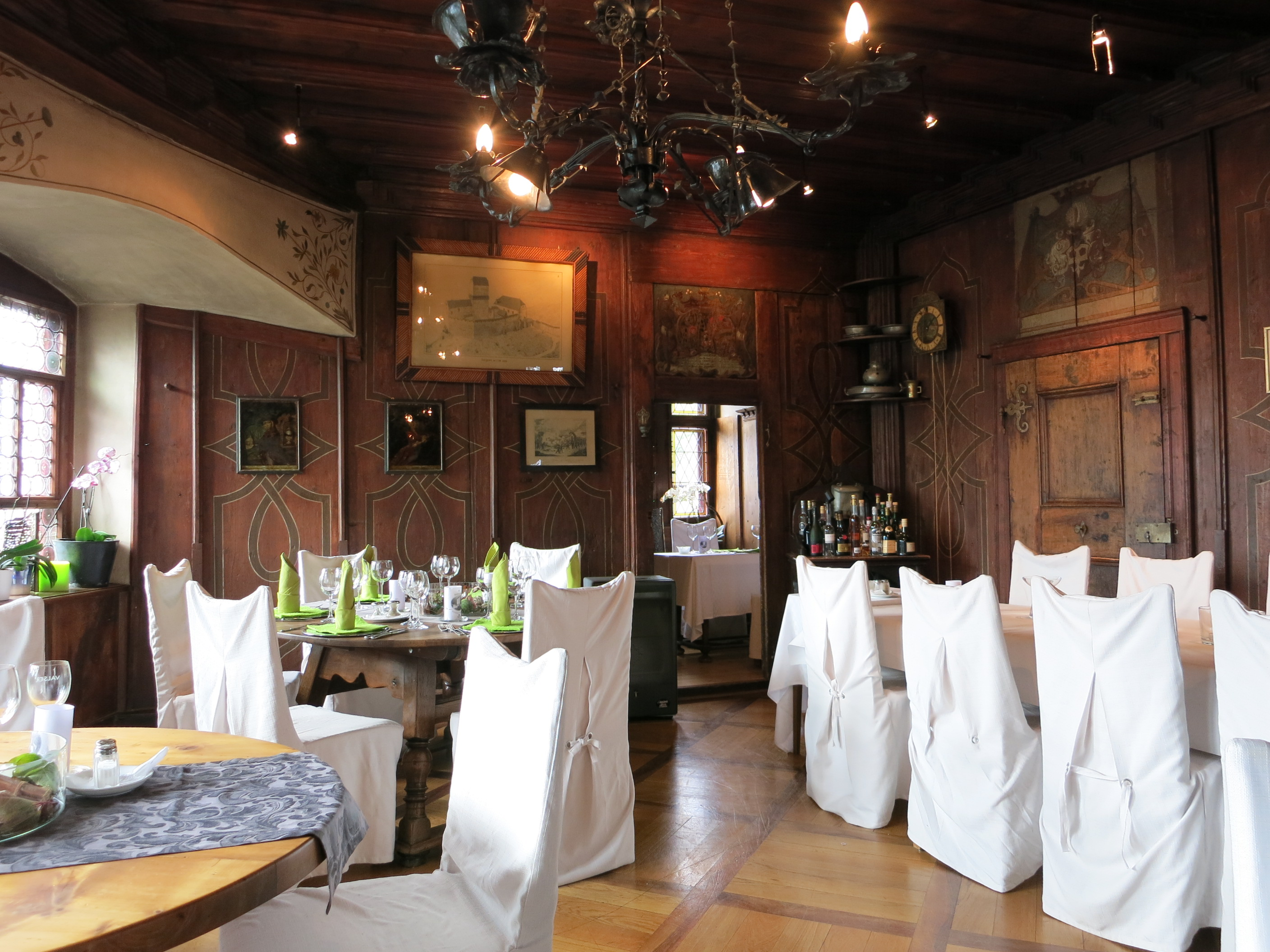
Ресторан у замку
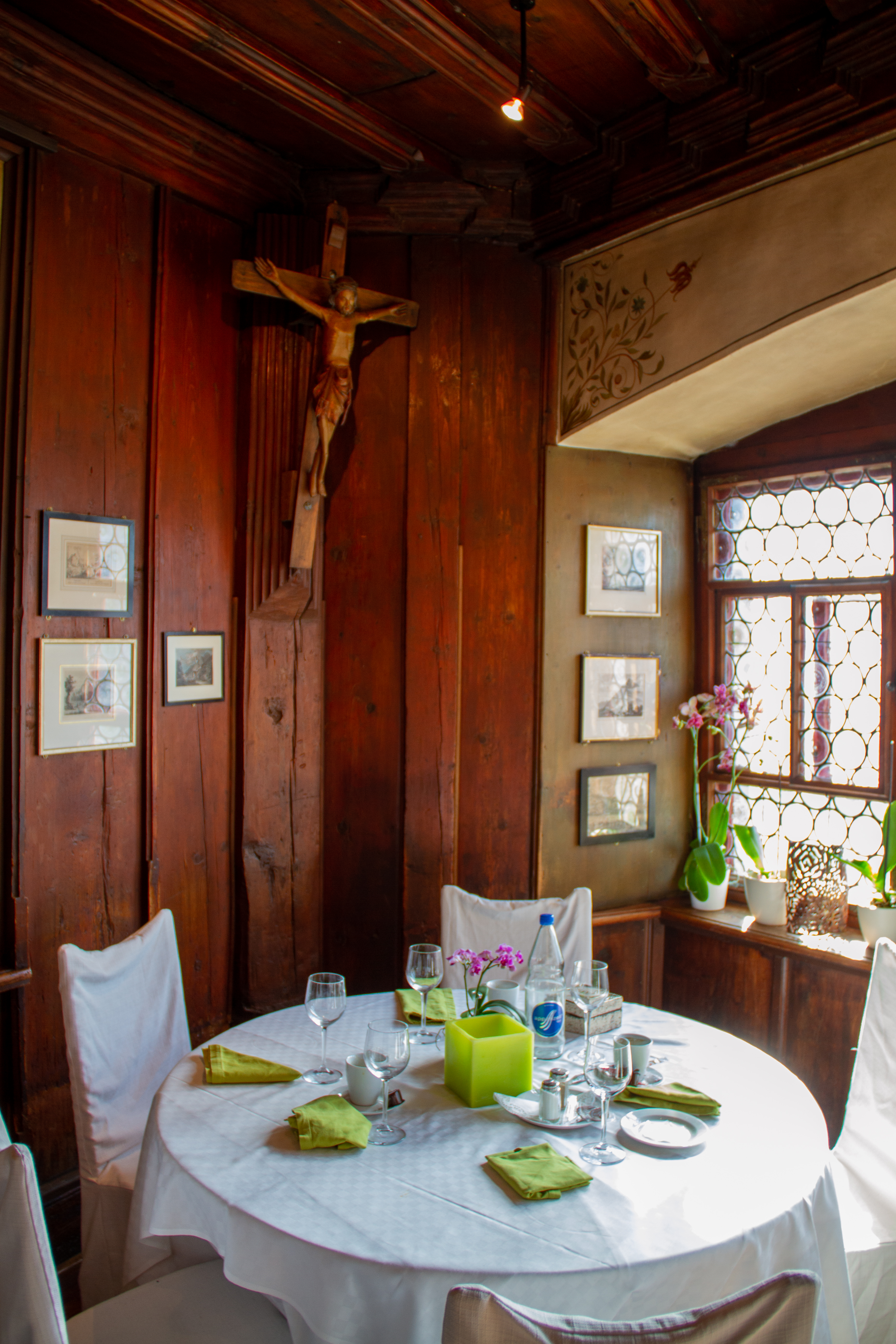
Ресторан у замку
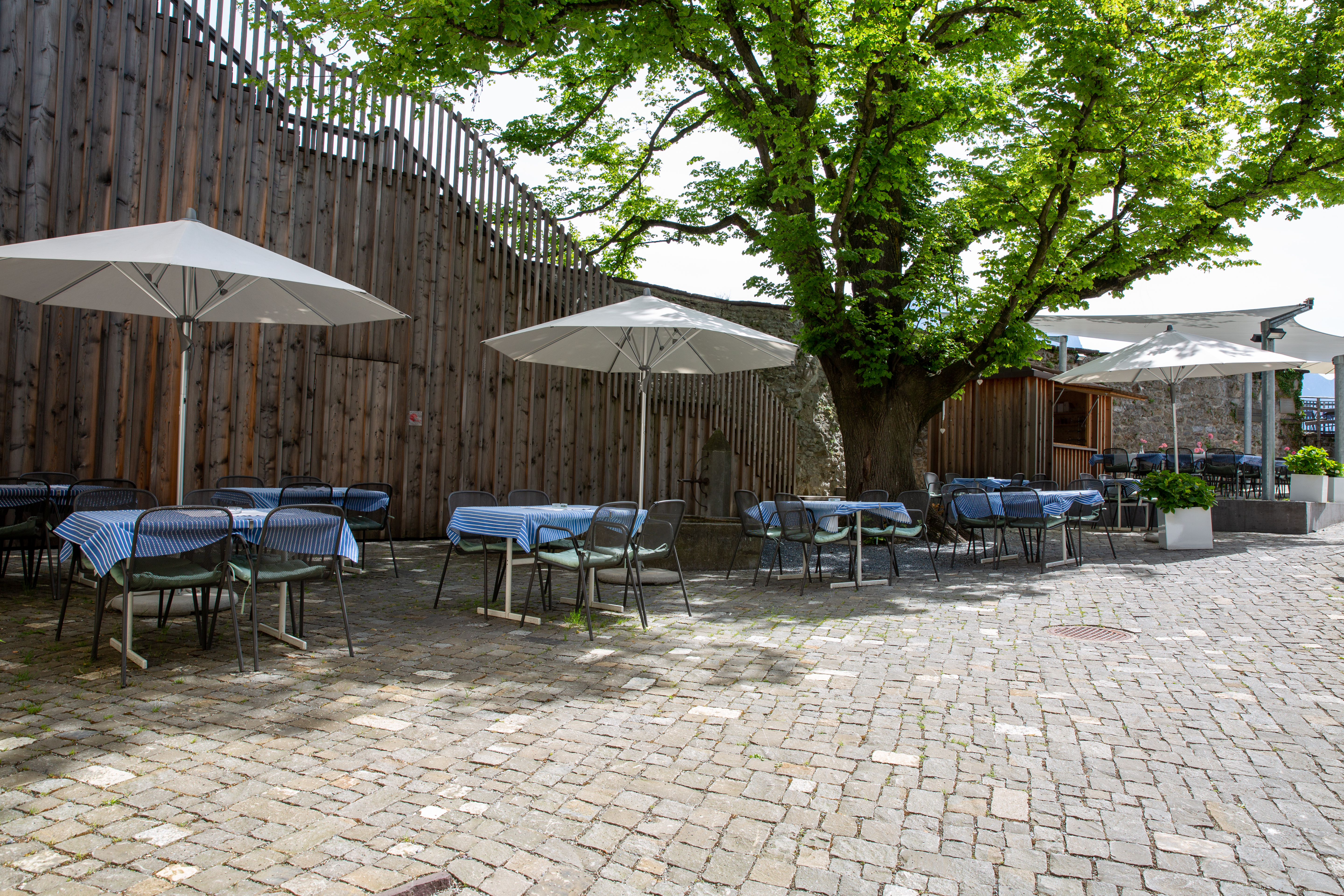
Літня тераса ресторану
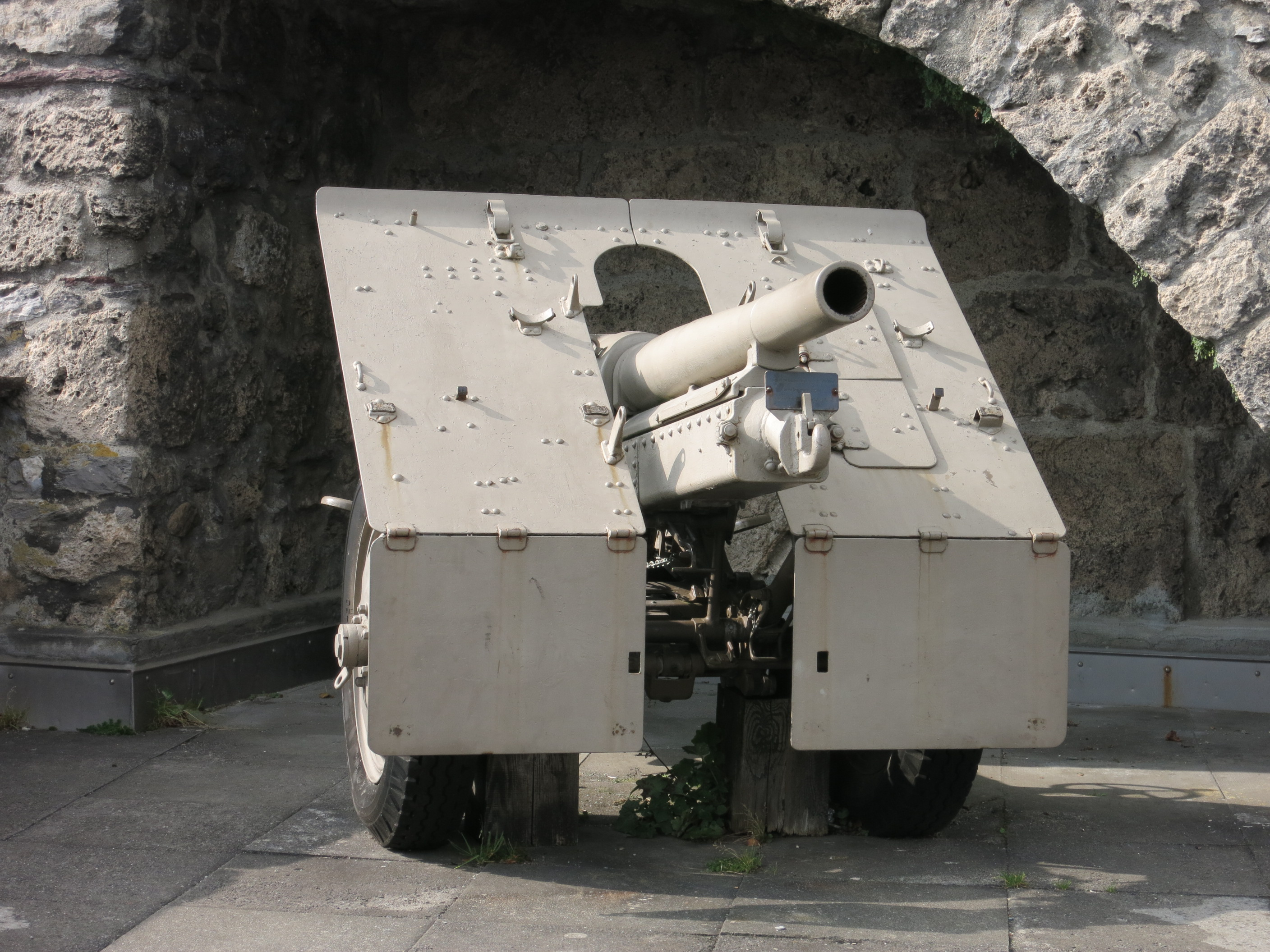
Гармата в замку

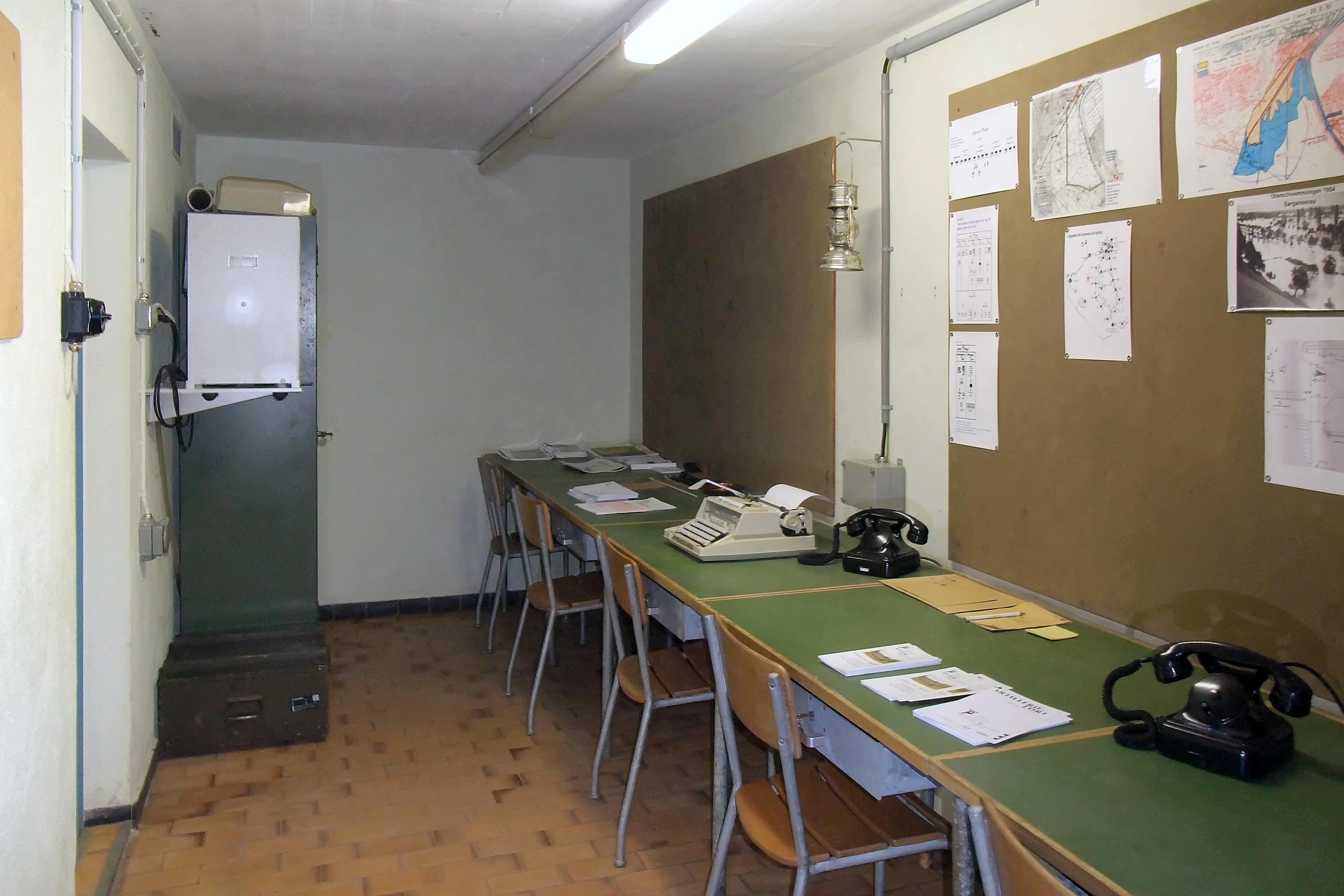
Командний пункт бункера у Фільді, Vild (під землею в горі)
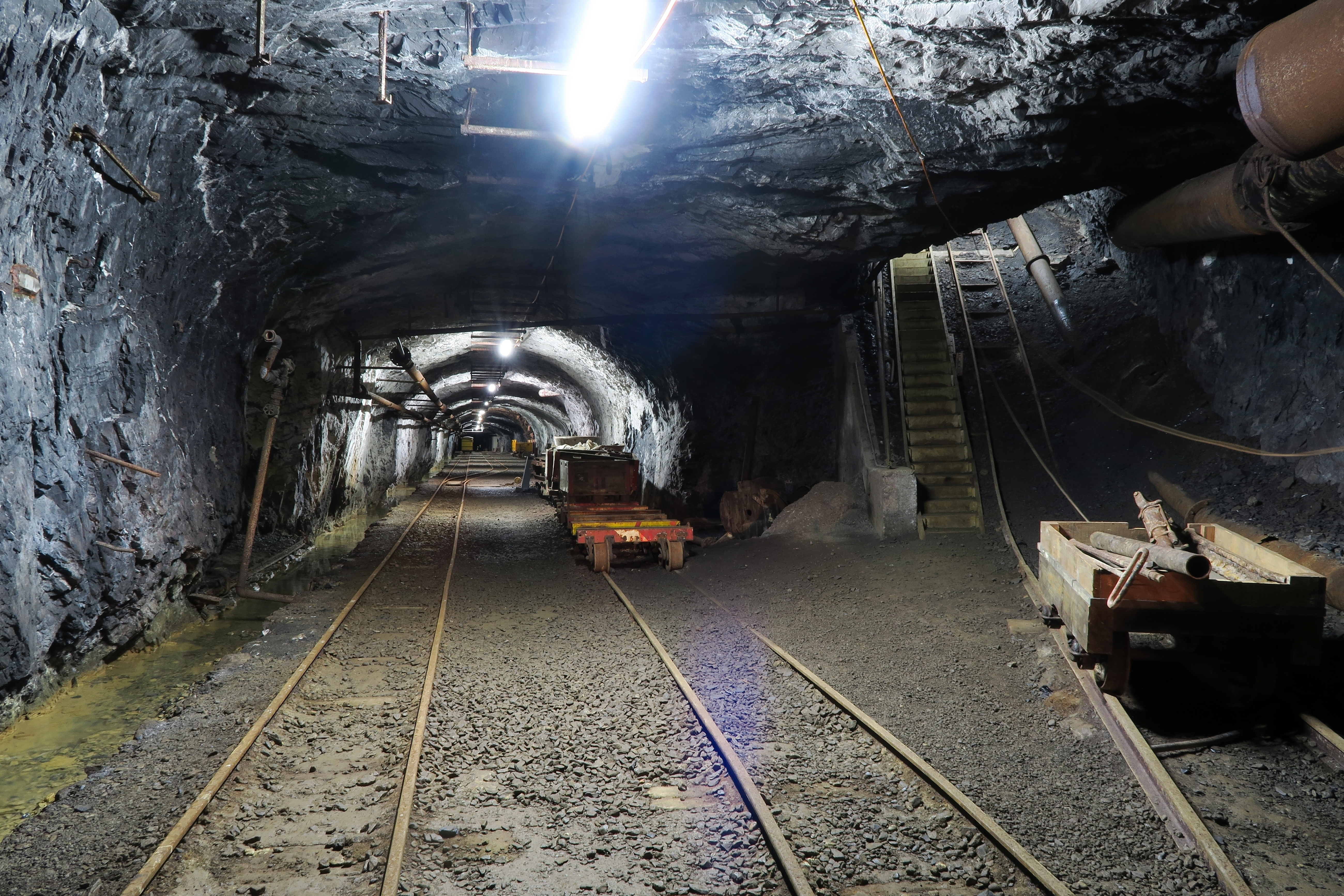
Залізорудна шахта в горі
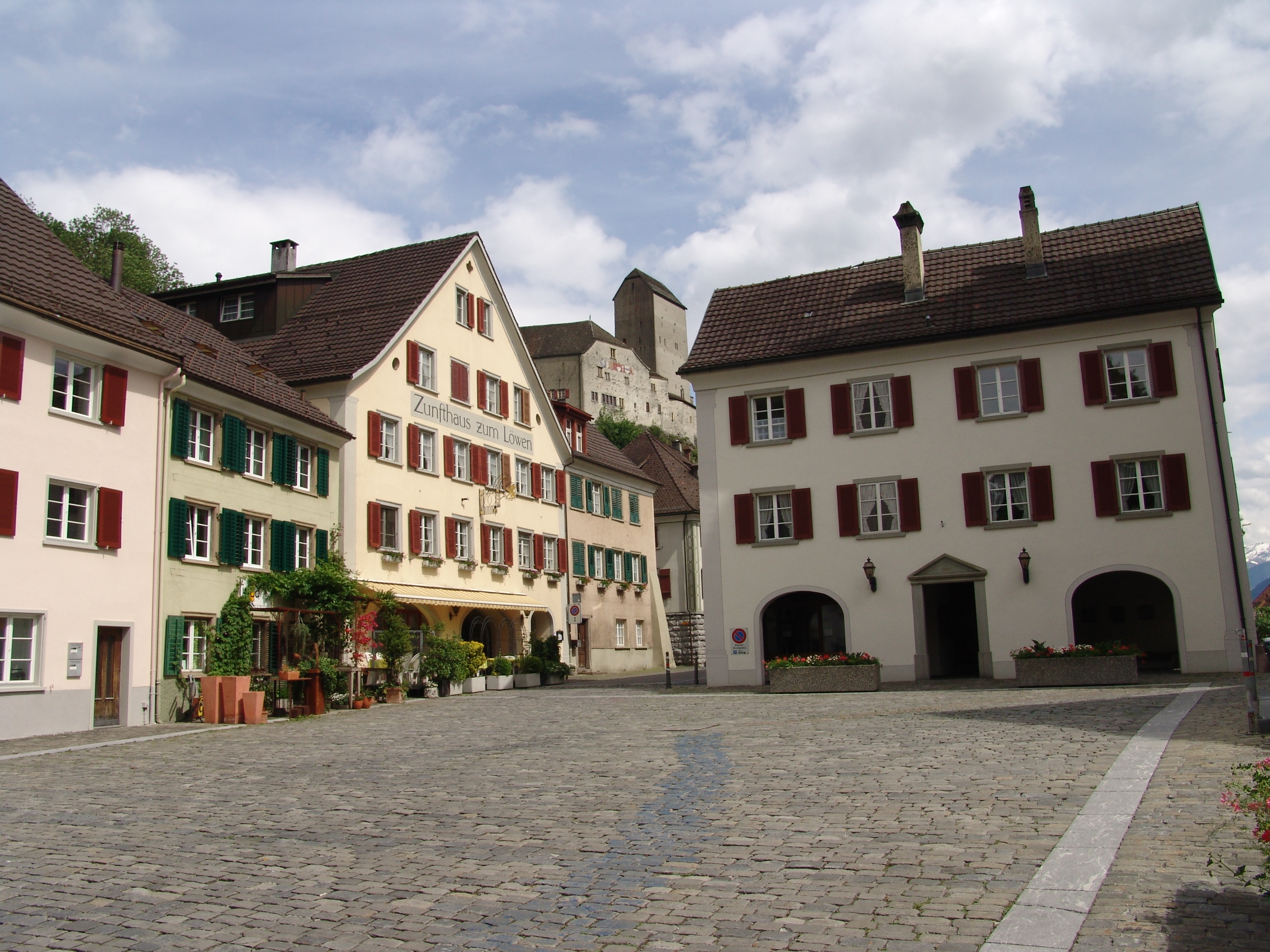
Історичний центр